# 気液接触器
気液接触器（きえきせっしょくき、英: Gas–liquid contactor）は、気相と液相の間で物質移動と伝熱を実現するために使用される特定の化学装置である。気液接触器は、分離プロセス（蒸留、吸収など）や気液反応器として使用できる。また、同じ装置内で両方の目的を達成するためにも使用できる（反応蒸留など）。

## 種類
気液接触器は、主に次の2つのカテゴリに分類される。
- 差動型気液接触器：物質移動は接触装置の全長内で起こり[1]、気液平衡は装置内のどの点でも達成されない[1]。

- 段型気液接触器：気液平衡は装置の各段内で達成され、物質移動は各段の体積の一部でのみ起こる。

差動型気液接触器の例としては、以下のようなものがある。
- 流下膜塔（英語版）
- 充填層（英語版）
- 気泡塔反応器（英語版）
- スプレー塔（英語版）
- 気液撹拌槽

また、段型気液接触器の例としては、以下のようなものがある。

流下膜塔

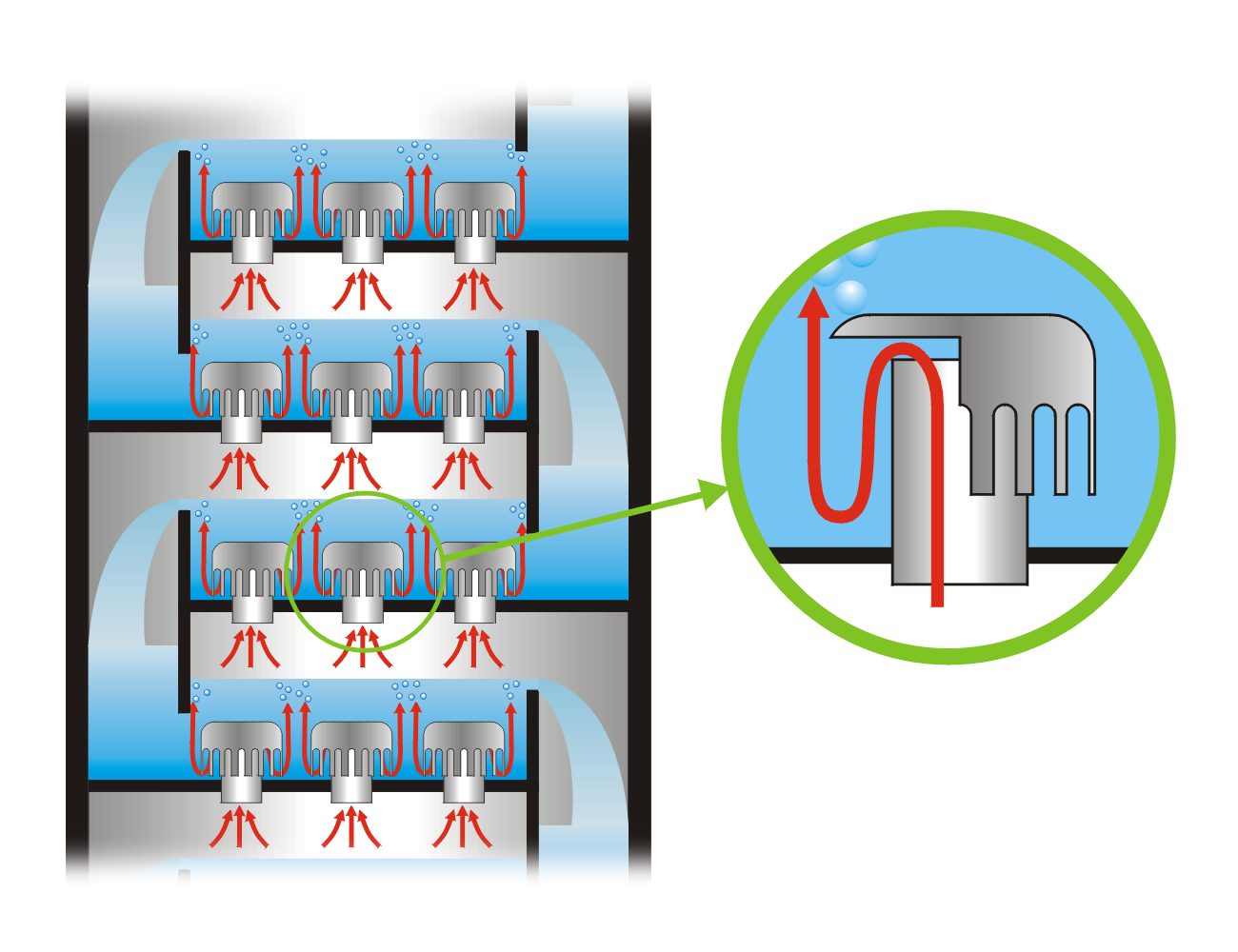
段塔

充填層

気泡塔反応器

- 段塔
- 回転円板接触装置
- ベンチュリ管

## 長所と短所
特定の用途に適した気液接触器の種類を選択する際に考慮すべき重要な要素には、次のものがある。
- 液ホールドアップ
- 気液界面の表面積

特に、熱と物質の移動速度は、気液界面の表面積が大きい装置ほど高くなるため、表面積の大きい気液接触器（充填塔、スプレー塔など）は、装置のコストを下げることが重要な場合に好まれることが多い。
液ホールドアップもプロセスの経済性にとって重要な要素である。液ホールドアップの値が小さいと、同じ熱および物質移動速度を得るために、より大きな装置が必要になるためである。このため、液ホールドアップの低い気液接触器（流下膜塔など）は、一般的に工業規模では使用されない。